# Kenan Fatkič
Kenan Fatkič (* 20. August 1997 in Slovenj Gradec) ist ein slowenischer Fußballspieler.

## Sportliche Laufbahn

### Vereine
Fatkič begann beim NK Rudar Velenje und anschließend in der Jugendabteilung des FC Luzern mit dem Fußballspielen.
Er debütierte am 4. März 2017 im Herren-Fußball, als er in der 1. Ligapartie der Zweitvertretung des FC Luzern gegen den FC Schötz (3:1) in der 87. Minute eingewechselt wurde. Zur folgenden Saison schloss er sich dem Zweitligisten FC Chiasso an, für den er 35 Ligaspiele bestritt und nach einem Jahr zum Erstligisten FC Thun ging. Bei den Oberländern entwickelte sich Fatkič zum Leistungsträger, ehe er durch einen Kreuzbandriss ab April 2021 längerfristig ausfiel. 2019 erreichte er mit dem Klub einen Startplatz für die Europa League-Qualifikation, in der Fatkič beim Auswärtsspiel gegen Spartak Moskau (1:2) zum Einsatz kam. Außerdem erreichte er mit dem FC Thun das Finale des Schweizer Pokalwettbewerbs 2019, in dem sie sich dem FC Basel mit 1:2 geschlagen geben mussten. Am Ende der Saison 2019/20 stieg er mit den Thunern aus der Super League ab. Nach vier Jahren wechselte er 2022 innerhalb der zweitklassigen Challenge League zu Neuchâtel Xamax in Neuenburg, wo er in 98 Ligaspielen auflief. In seiner ersten Saison bei den Neuenburgern konnte der Abstieg in die Promotion League erst in der Relegation verhindert werden.
Nach drei Jahren bei den Rot-Schwarzen verließ er die Schweiz und schloss sich 2025 dem deutschen Drittligisten Hansa Rostock an.

### Nationalmannschaft
Am 9. November 2017 lief Fatkič erstmals für die U21-Nationalmannschaft von Slowenien im Heimspiel gegen Montenegro (2:1) auf, als er in der 81. Minute für  Martin Kramaric eingewechselt wurde. Insgesamt bestritt er bis Mai 2018 sechs Länderspiele für die Junioren-Nationalelf.